# Pierre Fouyssac
Pierre Fouyssac (Agen, 17 de marzo de 1995) es un jugador profesional francés de rugby que se desempeña en la posición de centro interior en ASM Clermont Auvergne, equipo perteneciente a la liga Top 14.

## Carrera
Fouyssac es un jugador de formación francesa (JIFF). Comenzó su carrera deportiva con el equipo Sporting Union Agen, en el cual jugó ocho temporadas (2010-2018), después pasó a Stade Toulousain (2018-2023), luego a ASM Clermont Auvergne, donde lleva jugando una temporada.